# Lagoas das Empadadas
Die Lagoas das Empadadas sind zwei Seen in Portugal auf der Azoren-Insel São Miguel im Kreis Ponta Delgada. Die Seen liegen in der Serra Devassa auf etwa 760 m Höhe über dem Meeresspiegel und sind meso- bis eutroph. Der nördlichere Lagoa das Empadadas Norte hat eine Fläche von etwa 1,8 ha, während der südlichere Lagoa das Empadadas Sul zirka 2 ha groß ist.
Das Wasser der beiden Seen wurde ab dem 16. Jahrhundert über ein Aquädukt nach Ponta Delgada geleitet. Reste der Wasserleitung aus dem 19. Jahrhundert sind nicht weit entfernt noch erhalten.

Reste der Wasserleitung